# Lyssomanes temperatus
Lyssomanes temperatus är en spindelart som beskrevs av Galiano 1980. Lyssomanes temperatus ingår i släktet Lyssomanes och familjen hoppspindlar. Inga underarter finns listade i Catalogue of Life.